# Anatol Guidea
Anatol Guidea, bulharsky Анатоли Гуйдя (Anatoli Gujďa), * 21. ledna 1977 ve Vărzărești, Sovětský svaz, je moldavský zápasník volnostylař, který od roku 2000 reprezentuje Bulharsko. Volnému stylu se věnuje od 12 let. V mladí prošel juniorskými výběry Moldavska. V roce 1999 ho zlákali do svých řad Bulhaři za lepšími tréninkovými podmínkami. Jeho trenérem v Bulharsku je Micho Dukov. V účasti na olympijských hrách v Sydney mu zabránil moldavský olympijský výbor. V roce 2004 se kvalifikoval na olympijské hry v Athénách, ale doplatil na tehdejší rozepře členů bulharského zápasnického svazu. Postavil na stranu odvolaného reprezentačního trenéra Dukova a do Athén místo něho odcestoval Ivan Džorev, jinak zápasící v nižší váhové kategorii. V roce 2008 se kvalifikoval na olympijské hry v Pekingu v premiérové účasti na olympijských hrách v 31 letech mu však zabránilo vážné zranění pravého kolene v přípravě, dva dny před začátkem soutěží. Své olympijské premiéry se nakonec dočkal v roce 2012 na olympijských hrách v Londýně. Vypadl v prvním kole s Indem Jogešvarem Datem.